# Starý Kolín

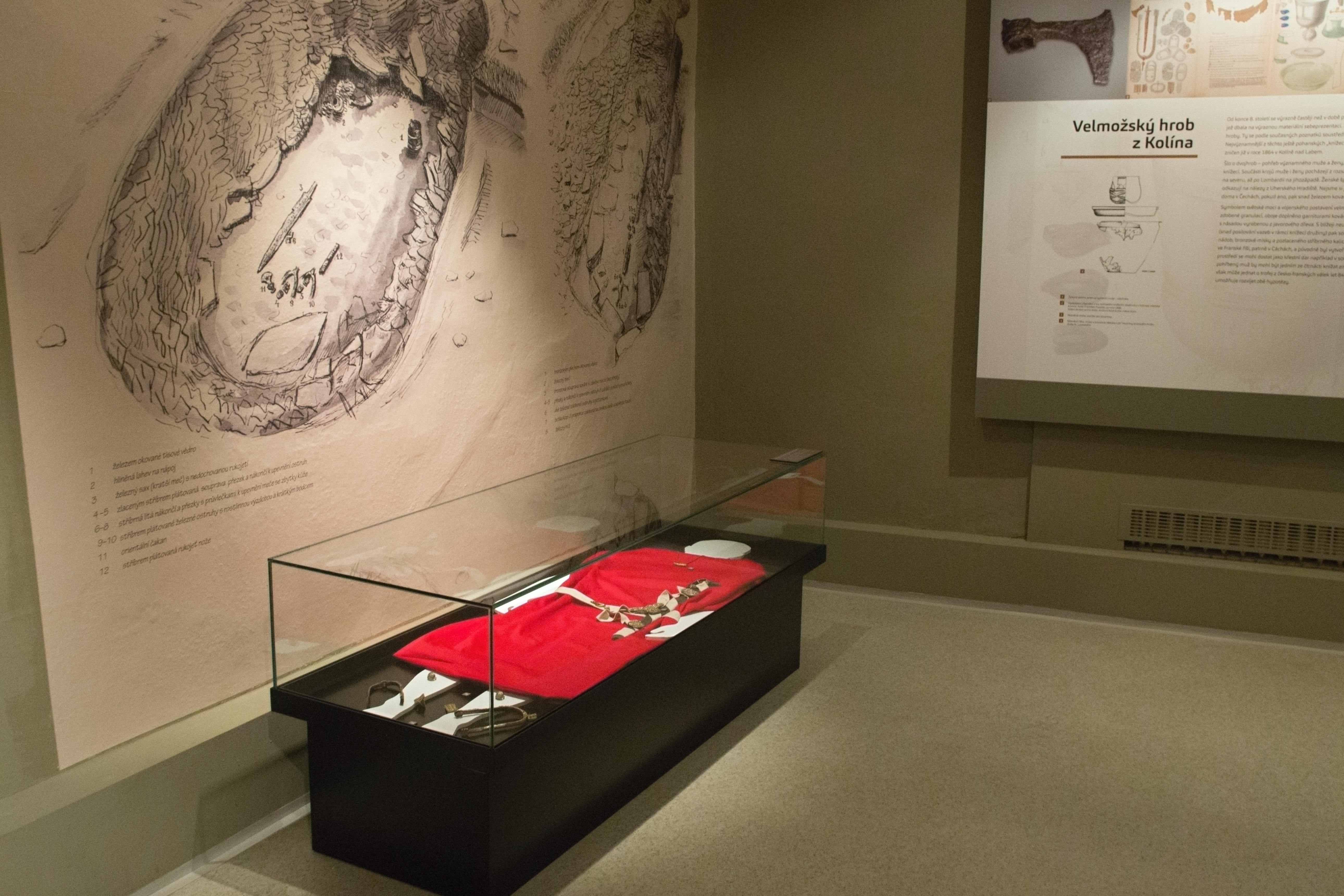
Výstava Mezi kmeny a státem. Velmožský hrob (dvojhrob) z Kolína, 850-900 n. l.

Obec Starý Kolín (německy Alt Kolin) se nachází v okrese Kolín, kraj Středočeský asi 8 km východně od Kolína. V blízkosti obce protéká řeka Labe. Žije zde přibližně 1 800 obyvatel. V roce 2011 zde bylo evidováno 557 adres. Součástí obce je i vesnice Bašta.
Starý Kolín je také název katastrálního území o rozloze 8,79 km2.

## Historie
Ačkoliv první písemná zmínka o Starém Kolíně pochází z roku 1267, kdy byl vysvěcen zdejší kostel svatého Ondřeje, je ves starší než (Nový) Kolín založený v roce 1261. Podle zmínky z roku 1293 byl tehdy majitelem obce český král, který měl též patronátní právo nad kostelem. Z roku 1379 je doložena existence tvrze u dvora vlastněného kutnohorským měšťanem Ondřejem Frcuchárem, později (1386) tato tvrz a dvůr přešly do rukou Tomlina Praubarta, který tento dvůr spojil s dalšími a v roce 1397 tento celek prodal měšťanu Martinu Pušovi. V době husitské byl jeho držitelem Zachař z Řenče.
V tomto období se Starý Kolín stal nezávislým na (Novém) Kolíně a přešel pod působnost zemského práva, čímž se z něj stal tzv. deskový statek (majetek zapisovaný do desk zemských). V roce 1494 prodal Zachařův syn Vilém starokolínský statek městu Kolín, což znamenalo opětovné spojení osudu Starého Kolína s Kolínem.
V rámci potrestání Kolína za účast v prvním stavovském odboji byl Starý Kolín zabaven a připojen ke kolínskému panství císaře Ferdinanda I. V roce 1575 byla zřízena strouha na dopravu dřeva z Labe na Kaňk. Roku 1610 zachvátil Starý Kolín mohutný požár, při kterém celá obec vyhořela.

### Územněsprávní začlenění
Dějiny územněsprávního začleňování zahrnují období od roku 1850 do současnosti. V chronologickém přehledu je uvedena územně administrativní příslušnost obce v roce, kdy ke změně došlo:
- 1850 země česká, kraj Pardubice, politický i soudní okres Kolín[7]
- 1855 země česká, kraj Čáslav, soudní okres Kolín
- 1868 země česká, politický i soudní okres Kolín
- 1939 země česká, Oberlandrat Kolín, politický i soudní okres Kolín[8]
- 1942 země česká, Oberlandrat Praha, politický i soudní okres Kolín[9]
- 1945 země česká, správní i soudní okres Kolín[10]
- 1949 Pražský kraj, okres Kolín[11]
- 1960 Středočeský kraj, okres Kolín
- 2003 Středočeský kraj, obec s rozšířenou působností Kolín

### Rok 1932
Ve vsi Starý Kolín (přísl. Bašty, 1648 obyvatel, poštovní úřad, telegrafní úřad, telefonní úřad, katolický kostel, sbor dobrovolných hasičů) byly v roce 1932 evidovány tyto živnosti a obchody: zubní lékař, nákladní autodoprava, bednář, biograf Sokol, výroba cementového zboží, výroba dužiny, první středolabská elektrická centrála, 2 holiči, 5 hostinců, hotel Suchý, jednatelství, klempíř, 2 koláři, košíkář, 2 kováři, 2 krejčí, obchod s krmivy, malíř, mlýn, 2 obuvníci, obchod s ovocem a zeleninou, 3 pekaři, pokrývač, porodní asistentka, pumpař, 4 rolníci, 3 řezníci, sedlář, 8 obchodů se smíšeným zbožím, spořitelní a záložní spolek pro Starý Kolín, 2 obchody se střižním zbožím, švadlena, tesařský mistr, 3 trafiky, truhlář, 3 zahradnictví, 2 továrny na zelí kyselé, velkoobchod se zemskými plodinami.

## Pamětihodnosti

### Kostel sv. Ondřeje
Původně raně gotický kostel vysvěcený roku 1267 byl okolo roku 1740 znovu vystavěn podle návrhu Tomáše Haffeneckera ve stylu barokní gotiky. Kostel v roce 1761 vyhořel, v roce 1861 se dočkal zvýšení o další patro věže a nového zastřešení. V roce 1905 byl opraven a doplněn o pseudogotické prvky.
Současná podoba vnitřku kostela pochází z roku 1905. Autorem malby je J. Vysekal ml., zařízení vyrobila dílna Petra Buška ze Sychrova. Ve věži jsou tři zvony od Jana Jiřího Kühnera z roku 1779.

### Další památky
- Usedlost čp. 32
- Hospoda Bašta, Kolínská 44/2, proslulá vorařská hospoda fungující více než 600 let
- Mědihamr z přelomu 17. a 18. století, v roce 1762 byl po poklesu dolování v Kutné Hoře přestavěn na soukenickou valchu, kde se provádělo zhušťování a zplsťování vlnařských tkanin
- Plavební kanál Šífovka - odbočka z Černé strouhy, z let 1568-1572, jedná se o soustavu kanálů, vykopaných kutnohorskými havíři pro rychlejší přepravu dřeva od Labe, vedl kolem Mladého Hlízova ke dvoru Skalka u Kaňku, přepravu zajišťovaly lodě tažené koňmi, kanál je dílem Kryštofa z Gendorfu, majitele vrchlabského panství a báňského poradce krále Ferdinanda[14]
- Trojboká výklenková kaplička

## Geografie
Obec se nachází na levém břehu řeky Labe, nedaleko ústí řeky Klejnárky. Přímo obcí prochází bývalé rameno neregulovaného Labe zvané místními Náhon nebo Černá struha.
Okolí obce náleží do geomorfologické jednotky Starokolínská rovina.

## Osobnosti
- Karel Hušek (1798–1880), děkan, farář ve Starém Kolíně od roku 1852 do své smrti, učitel Františka Ladislava Riegera
- Josef Čermák (1858–1948),  sokolský a osvětový pracovník v USA
- Václav Radimský (1867–1946), malíř impresionista, maloval i okolí Starého Kolína, kam často dojížděl do hostince "U Ledvinů" (např. Rybářská bašta u Starého Kolína, 1925)
- Antonín Hudeček (1872–1941), malíř-krajinář. První oleje ze Starého Kolína vznikaly v roce 1906 (Chalupy, Starý Kolín aj.)
- MUDr. Ludvík Fisher (1880–1945), lékař, legionář, generál zdravotní služby Ministerstva národní obrany
- Josef Heyduk (1904–1994), spisovatel a překladatel, učitel ve Starém Kolíně, Plaňanech, Týnci nad Labem, Zásmukách a od roku 1929 v Praze
- Josef Paleček (* 1949), hokejista a úspěšný hokejový trenér
- Ladislav Vodička (1931 - 1999) český country zpěvák a textař, prožil dětství ve Starém Kolíně

## Doprava
Dopravní síť
- Pozemní komunikace – Do obce vede silnice III. třídy. Ve vzdálenosti 3 km lze najet na silnici I/38 Havlíčkův Brod - Čáslav - Kolín - Nymburk.

- Železnice – Obec Starý Kolín leží na  železniční trati Kolín – Česká Třebová. Je to dvoukolejná elektrizovaná celostátní trať zařazená do evropského železničního systému, součást 1. a 3. koridoru. Doprava byla zahájena roku 1845, po trati lze jezdit rychlostí 160 km/h.

Veřejná doprava 2011
- Autobusová doprava – Obcí vedla příměstská autobusová linka Kolín - Starý Kolín - Kutná Hora - Kolín (v pracovních dnech 5 spojů) (dopravce Okresní autobusová doprava Kolín, s. r. o.). A městská linka Kutná Hora - Hlízov - Starý Kolín (v pracovních dnech 6 spojů)

- Železniční doprava – V železniční zastávce Starý Kolín zastavovalo v pracovních dnech 16 párů osobních vlaků a 2 páry spěšných vlaků, o víkendech 11 párů osobních vlaků.

## Další fotografie

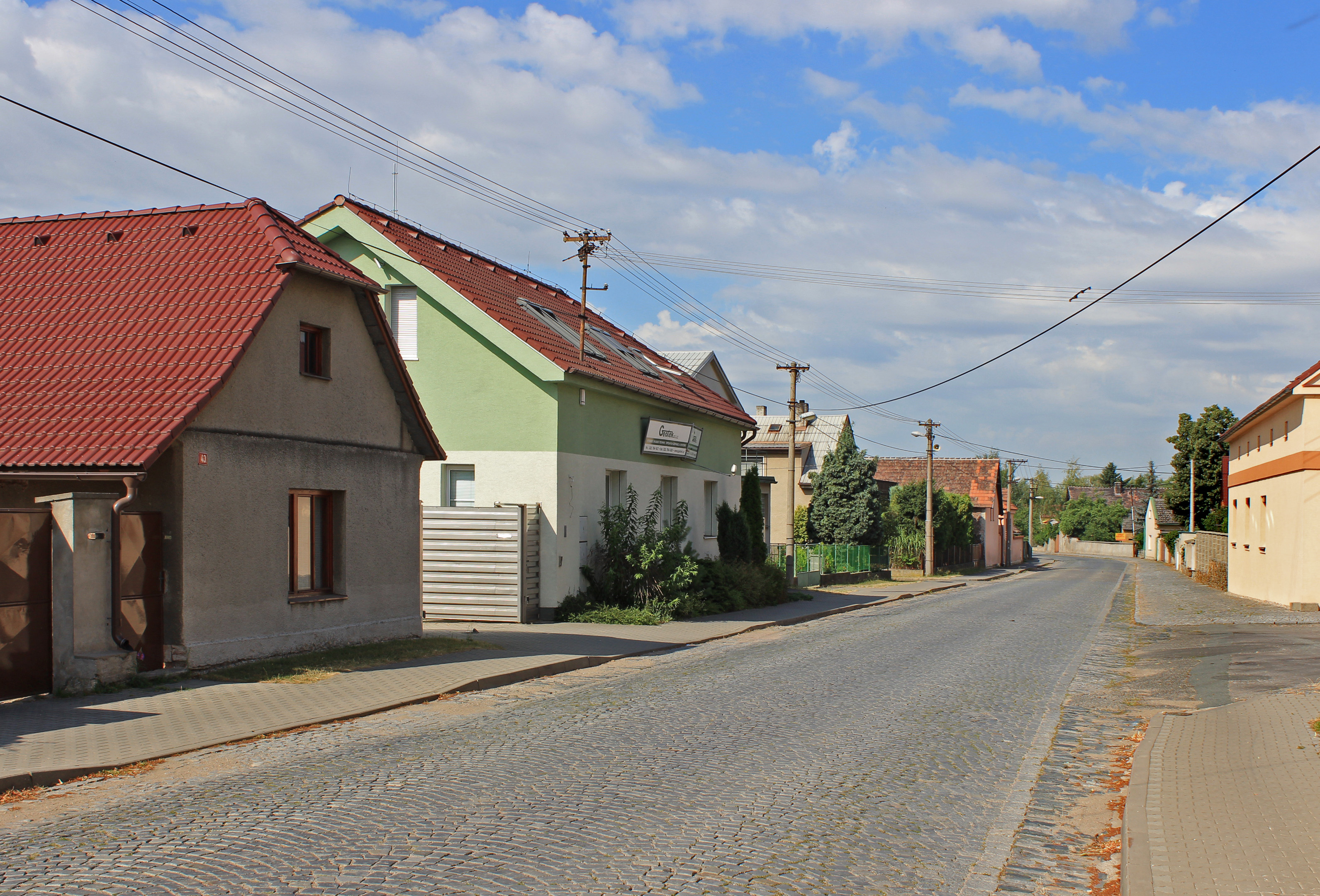
Kolínská ulice
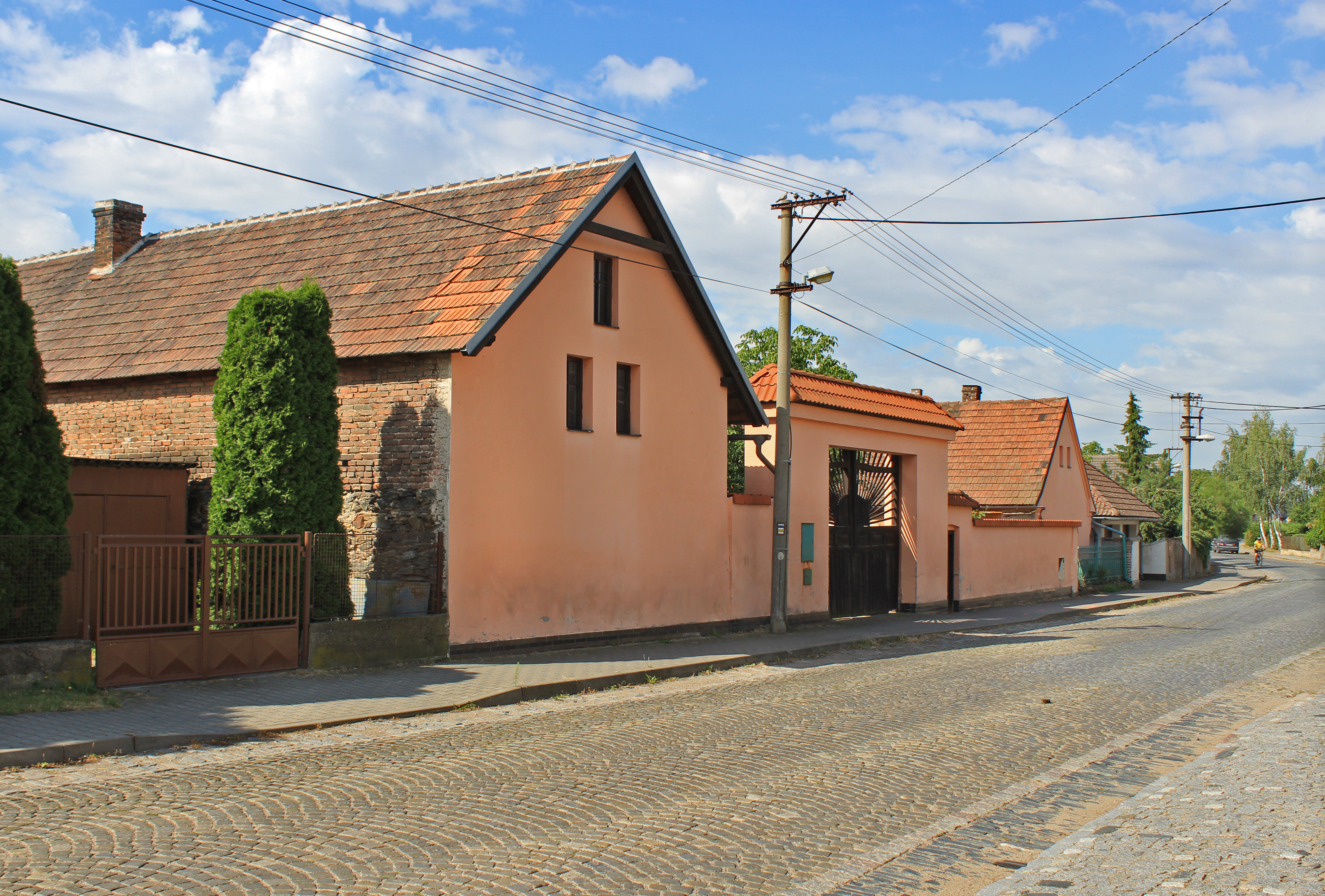
Opravený statek
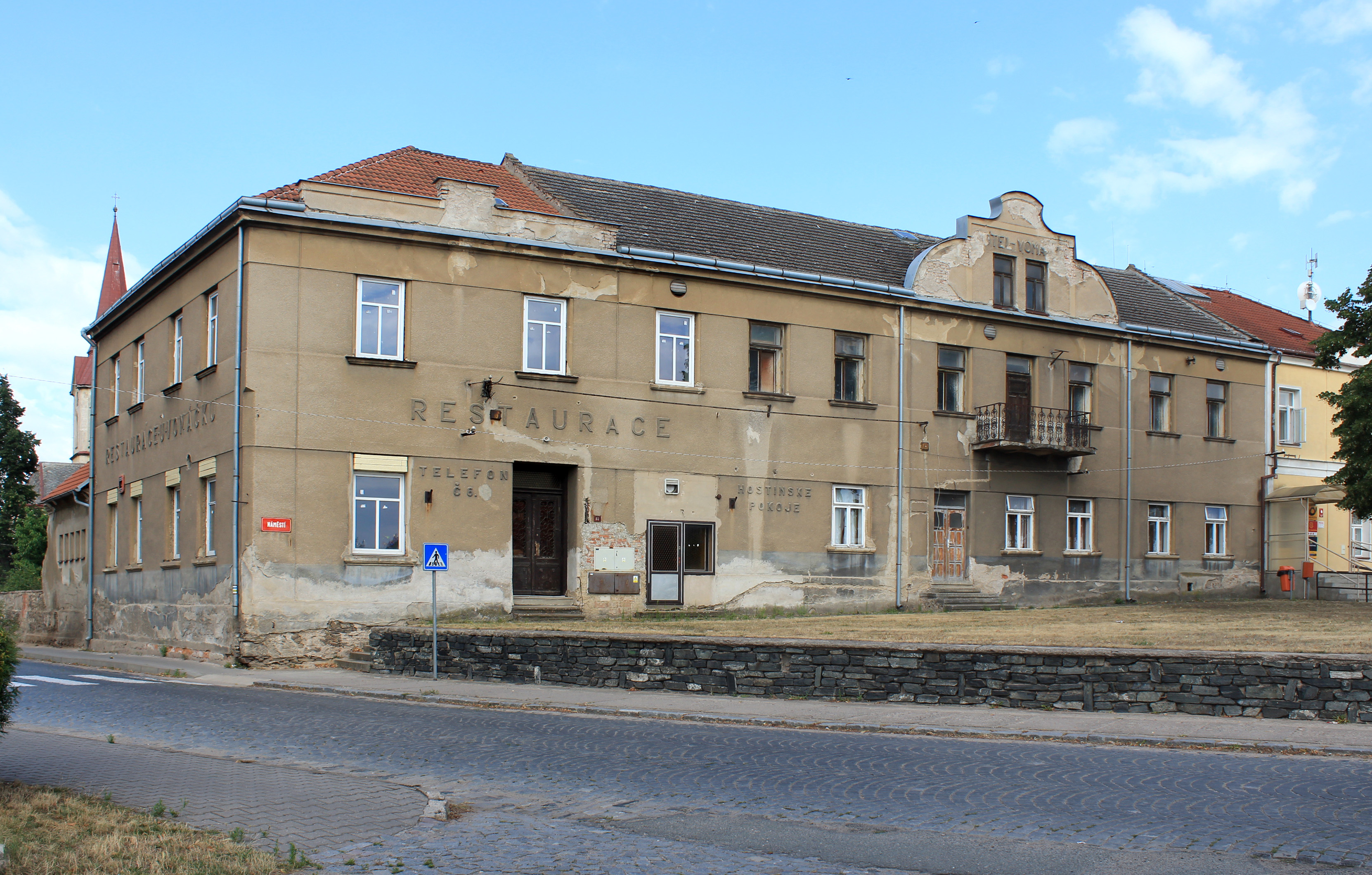
Restaurace na náměstí